# روبن سوندرز
روبن سوندرز (بالإنجليزية: Robin Saunders)‏ هي خبيرة مالية أمريكية، ولدت في 8 يونيو 1962 في كارولاينا الشمالية في الولايات المتحدة.